# The Young Savages
The Young Savages (br.: Juventude selvagem) é um filme estadunidense de 1961 do gênero "Drama", dirigido por John Frankenheimer. Roteiro de Edward Anhalt que adaptou a novela de Evan Hunter. O ator Telly Savalas interpreta pela primeira vez o papel de um policial.

## Elenco
- Burt Lancaster...Hank Bell / Hank Bellini
- Dina Merrill...Karin Bell
- Shelley Winters...Mary di Pace
- Telly Savalas...Tenente da Polícia Gunderson
- Edward Andrews...Daniel "Dan" Cole
- Luis Arroyo...Zorro
- Robert Burton...Juiz
- John Davis Chandler...Arthur Reardon
- Neil Nephew...Anthony "Batman" Aposto
- Jody Fair...Angela Rugiello
- Larry Gates...Randolph
- Stanley Kristien...Danny Di Pace

## Sinopse
No gueto portorriquenho de Nova Iorque, um jovem de quinze anos chamado Roberto Escalante é assassinado à facadas por três delinquentes juvenis da gangue ítalo-americana dos Thunderbirds (Reardon, Aposto e Danny), os quais são presos a seguir. O promotor público Hank Bell interroga os assassinos que alegam "legítima defesa". Apesar de ser do bairro e de um dos acusados ser filho de uma antiga namorada sua, Mary di Pace, Hank acha que o caso é para pena capital ao descobrir que a vítima era cega. A opinião pública também está convencida disso e o promotor-chefe Dan Cole, candidato a governador, acredita que esse caso poderá lhe garantir votos suficientes para a vitória se conseguir a condenação à morte e apoia o trabalho de Hank. No entanto, ao investigar melhor, Hank percebe que os fatos não estão devidamente esclarecidos e então ele inicia a busca pela verdade.